# ديفيد بوين
ديفيد بوين (3 أكتوبر 1971 في المملكة المتحدة - )  (بالإنجليزية: David Bowen)‏ هو لاعب كريكت بريطاني. لعب مع Middlesex Cricket Board ‏.

## وصلات خارجية
- ديفيد بوين على موقع إي آس بي آن كريك إنفو (الإنجليزية)